# بوبکر بلقری
بوبکر بلقری (انگلیسی: Boubekeur Belbekri؛ زادهٔ ۷ ژانویهٔ ۱۹۴۲) بازیکن فوتبال اهل الجزایر بود.
از باشگاه‌هایی که در آن بازی کرده‌است می‌توان به باشگاه فوتبال اتحاد الجزایر اشاره کرد.
وی همچنین در تیم ملی فوتبال الجزایر بازی کرده‌است.